# Dikerogammarus villosus
Dikerogammarus villosus — вид ракоподібних ряду Бокоплави (Amphipoda) родини Бокоплавові (Gammaridae). 

## Опис

Схема, що показує типові анатомічні особливості амфіпод

D. villosus може виростати до 30 мм (1,2 дюйма) завдовжки, він відносно великий як для прісноводних амфіпод. Має досить мінливе забарвлення, деякі особини можуть бути смугастими, а деякі ні. Він має відносно великі щелепи, які дозволяють йому бути ефективним хижаком.

## Поширення
Це прісноводний рачок, що мешкає в річках навколо Чорного моря і Каспійського моря (басейни річок Дунай, Дністер, Дніпро і Волга).
Рачок став інвазивним видом у Центральній і Західній Європі, використовуючи річку Дунай та її притоки в розширенні свого ареалу. Вперше інвазія з Дунаю зафіксована в 1992 році, коли був відкритий канал Рейн-Майн-Дунай, і з тих пір Dikerogammarus villosus поширився майже на всі великі річки у Західній Європі, включаючи Рону, Луару, Сену, Мозель, Маас, Рейн і Майн, а також Балтійське море. Невідомо, як вид розповсюджується але це, ймовірно, пов'язано із судноплавством. Вид швидко поширився по Західній Європі, знайдений у Рейні на німецько-голландському кордоні (1995), каналах і річках Північної Німеччини (1998), у Балтиці в Щецинській затоці (2001), Мозелі (2001), Нідерландах (2002), Боденському озері (2003), Женевському озері, Рейні у Франції (2003), Великому Ельзаському каналі (2003) і озері Гарда (2003). Його поширення, як вважають, пов'язане з попередньою інвазією молюсків Dreissena polymorpha. У вересні 2010 року він був знайдений у водосховищі Графхам у Кембріджширі, перша знахідка виду у Великій Британії і він був знайдений в Уельсі в листопаді 2010 року. 
Є побоювання, що він може в майбутньому поширитися на Великі озера в Північній Америці, шляхом мандрівок у баластних водах кораблів.